# Жизнь в забвении
«Жизнь в забвении» (англ. Living in Oblivion) — независимый малобюджетный кинофильм режиссёра Тома Дичилло.

## Сюжет
В фильме описываются злоключения режиссёра фильма в течение одного дня. Режиссёр Ник Рив снимает малобюджетное независимое кино в центре Нью-Йорка. Съёмочная группа недостаточно профинансирована и крайне безразлична.
Снимается достаточно трудная сцена: юная Элен упрекает свою пожилую мать за то, что, когда Элен была ребёнком, отец бил её, а мать не вмешивалась. При съёмке всё, что могло пойти не так, идёт не так: в кадре оказался виден микрофон; камера ассистента не удержала сцену в фокусе; актриса, играющая мать, забывает роль; ну а исполнительница роли Элен вообще становится всё небрежнее.

## В ролях
| Актёр           | Роль                |
| --------------- | ------------------- |
| Стив Бушеми     | Ник Рив             |
| Дермот Малруни  | Вульф               |
| Кэтрин Кинер    | Николь Спрингер     |
| Джеймс Легрос   | Чед Паломино        |
| Питер Динклэйдж | Тито                |
| Кевин Корриган  | ассистент оператора |

## Награды
Фильм получил несколько наград, в том числе приз за лучший сценарий кинофестиваля независимого кино Сандэнс 1995 года и приз зрительских симпатий фестиваля в Довилле и международного фестиваля в Любляне.